# Stemma della Lituania
Lo stemma della Lituania rappresenta un cavaliere in armatura a cavallo, noto come Vytis, mentre brandisce una spada e uno scudo. È, dagli inizi del XV secolo, lo stemma ufficiale della Lituania ed è perciò uno degli stemmi europei più antichi. È anche conosciuto con altri nomi, come Waikymas, Pagaunė nella lingua lituana o come Pogonia, Pogoń, Погоня (Pahonia) nelle lingue polacca, bielorussa e rutena. Vytis, traducibile con cavaliere, ricorda il termine slavo vitjaz' che indica gli eroici guerrieri delle leggende medievali.
Lo stato lituano, un tempo vasto e potente, prima nella forma di ducato, poi come regno, infine come granducato, fu creato dai Lituani, inizialmente pagani, in risposta alle pressioni dell'Ordine teutonico e dei Cavalieri portaspada che avevano conquistato le odierne Estonia e Lettonia, costringendo gli abitanti a convertirsi al Cristianesimo. I Lituani furono gli unici Balti a fondare uno stato sovrano prima dell'era moderna. Inoltre, le pressioni teutoniche spinsero i Lituani a espandersi a oriente occupando i territori dei ruteni ortodossi nel bacino superiore del Dnepr e dei nomadi eurasiatici nella steppa tra il Dnepr inferiore e Dnestr, distruggendo le terre oggi appartenenti a Ucraina, Russia e Bielorussia.
La dinastia regnante dei Gediminidi adottò il cavaliere a cavallo come simbolo dinastico. Successivamente, agli inizi del XV secolo, il granduca Vitoldo scelse come stemma del Granducato il cavaliere a cavallo su sfondo rosso. Da allora, i sovrani lituani e i nobili legati alla dinastia regnante usarono questo stemma. Lo scudo del cavaliere è decorato con le colonne di Gediminas o con la croce a doppia traversa degli Jagelloni.
Nel 1988 fu restaurato come simbolo nazionale e l'11 marzo del 1990 fu dichiarato simbolo statale, in sostituzione del precedente emblema sovietico. Il consiglio supremo della repubblica Lituana approvò una legge per l'uso ufficiale e la descrizione il 4 settembre del 1991 per la riabilitazione degli antichi colori del simbolo del “Vytis“. L'articolo 15 della Costituzione della Lituania, approvata con il referendum costituzionale del 1992, recita:  "Lo stemma dello Stato sarà un Vytis bianco su sfondo rosso".
Lo stemma presidenziale ha, come supporti, un grifone e un unicorno.

## Galleria d'immagini

Stemma del Granducato di Lituania con cimiero
Stemma del Presidente della Lituania
Stemma del Parlamento della Lituania
Stemma della Lituania. 1990–1991